# Glossostigma diandrum
Glossostigma diandrum är en gyckelblomsväxtart som först beskrevs av Carl von Linné, och fick sitt nu gällande namn av Carl Ernst Otto Kuntze. Glossostigma diandrum ingår i släktet Glossostigma och familjen gyckelblomsväxter. IUCN kategoriserar arten globalt som livskraftig. Inga underarter finns listade i Catalogue of Life.